# ティール・バンバリー
ティール・バンバリー（Teal Bunbury、1990年2月27日 - ）は、カナダ・ハミルトン出身のアメリカ合衆国代表サッカー選手。メジャーリーグサッカー・ナッシュビルSC所属。ポジションはFW。

## 経歴
2009年からロチェスター・サンダーでプロキャリアをスタートさせ、2010年にMLSドラフトで1巡目（全体4位）で指名されスポルティング・カンザスシティに移籍した。2010年3月27日、D.C. ユナイテッド戦でMLSデビューを果たした。4月13日、USオープンカップのコロラド・ラピッズ戦で初ゴールを記録した。
2014年2月19日、ニューイングランド・レボリューションに移籍した。
2021年12月12日、ナッシュビルSCに移籍した。

## 代表歴
カナダ代表とアメリカ合衆国代表としてプレーする資格を持っており、ユース世代ではカナダ代表でプレーしていた。2010年11月11日、アメリカのA代表で招集され、11月17日、南アフリカ共和国代表戦で初出場を果たした。親善試合のチリ代表戦で初得点を記録した。

## 個人成績
2016年10月29日現在
| クラブ                               | シーズン | リーグ | リーグ | カップ | カップ | その他 | その他 | 通算 | 通算 |
| クラブ                               | シーズン | 出場   | 得点   | 出場   | 得点   | 出場   | 得点   | 出場 | 得点 |
| ------------------------------------ | -------- | ------ | ------ | ------ | ------ | ------ | ------ | ---- | ---- |
| ロチェスター・サンダー               | 2009     | 11     | 5      |        |        |        |        |      |      |
| スポルティング・カンザスシティ       | 2010     | 26     | 5      | 0      | 0      |        |        |      |      |
| スポルティング・カンザスシティ       | 2011     | 29     | 9      | 3      | 2      |        |        |      |      |
| スポルティング・カンザスシティ       | 2012     | 22     | 5      | 0      | 0      |        |        |      |      |
| スポルティング・カンザスシティ       | 2013     | 12     | 0      | 2      | 0      |        |        |      |      |
| スポルティング・カンザスシティ       | 通算     | 89     | 19     | 5      | 2      |        |        |      |      |
| ニューイングランド・レボリューション | 2014     | 31     | 4      | 5      | 2      |        |        |      |      |
| ニューイングランド・レボリューション | 2015     | 30     | 4      | 1      | 0      |        |        |      |      |
| ニューイングランド・レボリューション | 2016     | 27     | 2      | 0      | 0      |        |        |      |      |
| ニューイングランド・レボリューション | 2017     | 0      | 0      | 0      | 0      | 0      | 0      | 0    | 0    |
| ニューイングランド・レボリューション | 通算     | 88     | 10     | 6      | 2      |        |        |      |      |
| 総通算                               | 総通算   | 188    | 34     | 11     | 4      |        |        |      |      |

### 代表での得点
| #  | 日時          | 場所     | 対戦相手 | スコア | 最終結果 | 大会     |
| -- | ------------- | -------- | -------- | ------ | -------- | -------- |
| 1. | 2011年1月22日 | カーソン | チリ     | 1-1    | 1-1      | 親善試合 |